# Brock Burke
Brock Christopher Burke (Chicago, Illinois, 4 de agosto de 1996), más conocido como Brock Burke, es un jugador profesional estadounidense de béisbol que se desempeña en la posición de lanzador en Los Angeles Angels, equipo de las Grandes Ligas de Béisbol (MLB).

## Carrera
Burke hizo su debut en la MLB con el equipo Texas Rangers, en el cual jugó cuatro temporadas (2019, 2022-2024), después pasó a Los Angeles Angels, donde lleva jugando una temporada.